# Antaplaga dela
Antaplaga dela là một loài bướm đêm trong họ Noctuidae.